# Дьяконов, Владимир Михайлович
Владимир Михайлович Дьяконов (28 апреля (11 мая) 1906, Вильно, Виленская губерния, Российская империя — 3 октября 1984, Казань, Татарская АССР, РСФСР, СССР) — советский журналист, музейный работник. Директор Государственного музея Татарской АССР (1941—1978). Заслуженный работник культуры РСФСР (1969) и Татарской АССР (1966).

## Биография и трудовая деятельность
В. М. Дьяконов родился 11 мая 1906 г. в г. Вильно (Вильнюс) в семье служащего. Его отец в годы Первой мировой войны работал военным интендантом, что приводило к частым переездам из города в город.
Владимир Михайлович обучался в гимназиях разных городов. В Казани жил с 1922 г. В 1923–1924 гг. прошёл курсы по подготовке в вуз, в 1931–1933 гг. учился в Восточном педагогическом институте на историко-экономическом отделении. В 1934-1938 гг. обучался в Москве во Всесоюзном коммунистическом институте журналистики. 
В 1923–1936 гг. — активный участник  комсомольского и пионерского движения, занимался журналистикой. В 1923 году, став заведующий клубом рабочих электростанции «Красная Заря», создает из детей рабочих один из первых в республике пионерских отрядов.  В июле 1924 по июль 1925 — редактор пионерской областной газеты «За Ильичем». В июле 1925 по сентябрь 1927 — заместитель председателя бюро пионеров Татарского обкома ВЛКСМ. Создает и возглавляет Центральный пионерский клуб — предшественник Дворца пионеров (сентябрь 1927–август 1930). Работая инспектором  школьного сектора Наркомпроса ТАССР (август 1930–март 1934), становится инициатором и одним из организаторов Детской экскурсионной базы, Станции юных натуралистов, Станции юных техников, ТЮЗа, кинотеатра «Пионер».
Все годы он продолжает заниматься журналистикой, и с марта 1934 по сентябрь 1937 — заместитель, затем заведующий отделом культуры газеты «Красная Татария», по совместительству в 1935 -1943 гг. собственный корреспондент «Учительской газеты».
В 1937 году, после тяжёлой болезни (менингоэнцефалит, которым заболел после одной из командировок в район республики), был направлен на работу в Центральный музей ТАССР, сначала учёным секретарем (заместителем директора), с 1941 по 1978 гг. был директором музея. С 1978 г. член Международного совета музеев. Эти десятилетия вошли в историю музея как «эпоха Дьяконова». В годы его деятельности музей получил статус Государственного музея ТАССР (1944)., став популярным центром культурной жизни Казани и методическим центром для многих музеев страны. Сам же директор, пользовался большим авторитетом в музейном сообществе, являясь членом Учёного Совета НИИ музееведения и 15 лет членом Советского Комитета Международного Совета музеем (ИКОМ).
С октября 1941 г. В. М. Дьяконов являлся членом КПСС, несколько раз избирался членом Бауманского райкома КПСС, в 1945–1950 гг. – членом горкома КПСС.

## Семья
Жена — Фарида Файзулгаяновна Кильматова, дочери — Светлана (в замужестве Морозова) и Галия (в замужестве Тарасевич).
Владимир Михайлович Дьяконов скончался 4 октября 1984 г. в Казани, похоронен на Самосыровском кладбище.

## Достижения
В. М. Дьяконов стал директором в годы Великой Отечественной войны вместо ушедшего на фронт Г. Б. Вахламова. Экспозиции были свернуты, но музей продолжал работать: сотрудники выступали с лекциями, устраивали передвижные выставки в фойе кинотеатров, госпиталях, агитпунктах. В 1942 году в Казани благодаря усилиям В. М. Дьяконова  была создана первая в стране большая выставка, посвященная Великой Отечественной войне. На ней было представлено трофейное немецкое оружие (его привезли две платформы), документы о героической борьбе советского народа против фашистских захватчиков, о зверствах фашистов на оккупированных территориях, о партизанском движении, о разгроме немцев под Москвой, о работе тыла. Выставка имела большой резонанс, о ней написали не только советские, но и зарубежные газеты.
При В. М. Дьяконове впервые началось целенаправленное комплектование фондов, значительно увеличились фонды музея (до 500 тысяч единиц хранения). Возродились систематические археологические и этнографические исследования. С 1938 года музей стал одним из участников объединённой Куйбышевской экспедиции под руководством профессора А. П. Смирнова, в которой принимали участие Институт материальной культуры АН СССР и Государственный Исторический музей (Москва), ведущим научным центром по изучению археологических памятников республики. Благодаря экспедиционной деятельности Н. Ф. Калинина, А. М. Ефимовой, О. С. Хованской археологический фонд пополнился ценнейшими материалами по городской культуре эпохи средневековья. С большой активностью шло комплектование документальных  и вещевых материалов по истории края. Определяющим направлением было формирование коллекций — документальных и вещевых — по советскому периоду истории. Этому способствовали выходы сотрудников на предприятия, экспедиции в районы республики. Ценной частью музейного собрания стали многочисленные биографические комплексы современников. Поступили такие знаковые экспонаты как английская гаубица, отбитая красноармейцами у белочехов во время гражданской войны; трактор «Фордзон-Путиловец»; автомобиль ГАЗ. Плодотворным и быстро развивающимся направлением с 1950-х годов стало формирование коллекций, представляющих историю духовной культуры, литературы и искусства татарского народа.
При В. М. Дьяконове  были созданы крупномасштабные экспозиции, расширились их площади (до 5 тысяч м²), были заново перестроены все отделы. Характерной чертой жизни музея тех лет — новаторство. Все экспозиции находились периодически в состоянии перманентной стройки, перестройки, совершенствования. Сделав большое дело, директор не боялся «вызвать огонь на себя», представив экспозиции на обсуждение широкой музейной общественности и союзных конференциях. Это всегда было новое слово в музейном деле. Высокие оценки получили экспозиции отдела природы, археологии, советского периода (1917—1945). Государственный музей ТАССР стал первым музеем, подготовившим и открывшим  историческую экспозицию по послевоенным годам (1945—1960). Большой резонанс вызывало открытие отделов «Татария в эпоху империализма», литературного отдела. Открытая в 1978 году экспозиция «Татария в эпоху феодализма» специалистом НИИ культуры В. Г. Вержбицким была названа «определенным эталоном», на который надо равняться и в дальнейшем. В сессии 1958 года принимали участие 120 музейных работников из 66 музеев страны. Опыт первопроходцев — казанцев распространялся по стране. По инициативе и участии В. М. Дьяконова были открыты музей А. М. Горького, Планетарий, музей в Набережных Челнах, во второй половине 1970-х к филиалам прибавился музей Г. Тукая в Кырлае, музеи в Нижнекамске, Зеленодольске, музей Я. Купалы в Печищах. Как музейщик и журналист В. М. Дьяконов многие годы на разных уровнях привлекал внимание руководства и общественности к состоянию памятников в Булгарах и Свияжске, необходимости открытия музеев Л. Н. Толстого, И. Шишкина в Елабуге, выделения помещения для ИЗОмузея. Отрадно, что хотя спустя годы, но это претворено в жизнь.
Наряду с работой над стационарными экспозициями устраивалось большое количество выставок. Вы ставки позволяли оперативно отвлекаться на текущие события, отмечать знаменательные даты, способствовать сбору новых экспонатов, привлекать посетителей, знакомить их с материалами фондов. С большим успехов прошли выставки «Фоторепортажи эпохи» (300 работ В. Темина, 1965. Он автор фото «Знамя Победы над Рейхстагом в 1945 году»), «Интерпрессфото» 1966 (за месяц её посетило 170 тыс. человек), «Истории Индии в куклах», выставка из Оружейной палаты Московоского Кремля, художественной выставки — Фешин и другие, порой «не профильные», но игравшие в жизни важную роль (выставка вульгарной изопродукции имела большой общественный резонанс — заставила задуматься о состоянии художественных промыслов, другая — об охране природы Татарстана.
Музей был одним из популярных центров культурной жизни города. Любимым «коньком» В. М. Дьяконова была, как её называли тогда, массовая работа. И здесь проявилось новаторство, расширились и формы, и методы работы с посетителями. Научно-просветительская деятельность была поставлена «во главу угла», шли постоянно творческие поиски. Краеведческие среды, четверги, клубы, школьные кружки, лекции, устные журналы. В практике были встречи с руководителями предприятий, врачами, учителями, учёными, артистами. Знакомили с историей города и республики, с жизнью замечательных людей в Казани, с историей улиц и предприятий. Большой интерес вызывали встречи со знаменитыми людьми, среди которых были участник штурма Берлина генерал  Я. Д. Чанышев; Герой Советского Союза М. П. Девятаев, совершивший побег из плена на фашистском самолёте; герой обороны Брестской крепости П. М. Гаврилов, мужеством которого были поражены фашистские генералы; родители членов антифашистской группы «Молодая гвардия» в городе Краснодоне и член этой группы Жора Арутюнянц; мать Героев Советского Союза Зои и Александры Космодемьянских, генерал армии Д. Д. Лелюшенко, руководитель Партизанского штаба страны П. К. Пономаренко, поэт Евгений Долматовский  и другие. Все они приезжали по приглашению музея и выступали на предприятиях и в вузах Казани.
Проводились дни специального обслуживания — дни молодёжи, избирателя, первокурсника, пенсионера, колхозника. «Передвижной музей» исколесил сотни километров дорог республики, обслужил 25 тысяч сельчан, сотрудники прочитали 373 лекции — экскурсии. Только за 1958—1963 годы на село вывезли около 50 выставок. НИИ музееведения отмечал, что Казанский музей один из первых стал систематически работать на селе. И это далеко не всё. Музей вышел из своих стен — в условиях отсутствия эскурсионного бюро в городе, стал проводить городсикие экскурсии. Даже, когда оно было создано, в 1966 году из 2309 экскурсий 1148 проводили научные сотрудники музея. Более того, музей организовывал круизы по Волге для казанцев на теплоходах, знакомя их с историей, архитектурой, музеями волжских городов.
Ежегодная посещаемость музея в 1960-х годах составляла около 300 тысяч человек в год. «Музейная тишина» была нарушена. Сбылась мечта директора.
Это далеко не полная картина работы музея, сказавшего новое слово в музейной деятельности. Много в ней было необычного и вызывало споры музейщиков. Она активно обсуждалась на страницах центральных газет. И опять «вызывал на себя огонь» В. М. Дьяконов. «Музей и современность» в «Литературной газете» обратило внимание редактора газеты К. Симонова, и он предложил автору сделать её острей. Статья появилась 25 октября 1952 года. Комитет кульпросветучреждений при Совете министров РСФСР предложил её обсудить всем музеям страны и принять меры по улучшению работы. Книга «Жизнь и музей» (М.: Советская Россия, 1969) опять вызвала массу споров, отзывов, рецензий. Это «встряхивало» музейщиков, заставляя искать новые подходы в работе.
Много внимания В. М. Дьяконов уделял формированию общественного актива. С течением времени он разрастался. В 1960―1970 годы он насчитывал сотни людей — работников культуры и деятелелей искусства, литературы и народного образования, руководителей предприятий и передовиков производства, ветеранов труда и войны, учёных. Среди них видные деятели науки – А. П. Смирнов, Н. И. Воробьев, В. В. Егерев, Е. И. Устюжанин, Г. Н. Вульфсон, Г. Х. Камай и другие.
Директор создал деловую и, вместе с тем, демократическую обстановку, в которой коллектив единомышленников вместе с ним построил принципиально новый музей. Учёные помогали в формировании и научном росте коллектива. Практикой стали «дни учебы». Научная работа поощрялась. Сотрудники выезжали в другие музеи, знакомились с их опытом. Это происходило во время ознакомительных поездок сотрудников музея и членов Учёного совета по Золотому кольцу, по Пушкинским местам, по Бёлоруссии до Бреста. Квалификация всех сотрудников росла благодаря участию в конференциях) в 1954—1963 годах) ими сделано 53 научных доклада), совещаниях, экспедициях АН СССР, его Казанского филиала, университета, широкой издательской деятельности музея — была возможность публикации своих научных поисков (за те же годы издано 142 работы, около 150 п. л.). В результате сотрудникам музея защищено около 20 и 2 докторских диссертаций в стенах музея и вскоре после ухода из него, ряд сотрудников музея возглавляли музеи других городов страны.
Бывший журналист овладел нюансами музейной теории и практики. Именно на музейном поприще в наибольшей степени проявились неукротимый характер, блистательный талант, творческая жилка, организаторские способности В. М. Дьяконова.

## Награды и память
Медаль «За доблестный труд в Великой Отечественной войне», орденом Октябрьской революции (1976).

## Память
С 1997 г. в Национальном музее Республики Татарстан проводятся Дьяконовские чтения, программу которых первоначально составляли воспоминания о В. М. Дьяконове, впоследствии тематика стала включать различные аспекты истории музея и музейной деятельности региона. Особенно торжественно Дьяконовские чтения были проведены в 2006 г., в юбилейном формате. Дьяконовские чтения традиционно включают встречи с ветеранами музейного дела и ритуал посещения могил известных музейных работников с возложением цветов.

## Список произведений
1. Дьяконов В. М. 60 лет музея: доклад на сессии Ученого Совета 7 мая 1955 г. – Казань, 1955. – 20 с.
2. Дьяконов В. М. Опыт собирательской работы. – Казань, 1957. – 24 с.
3. Дьяконов В. Жизнь и музей. – Москва : Советская Россия, 1963. – 120 с.
4. Дьяконов В. М. Первый костер. – Казань : Татарское книжное издательство, 1966. – 120 с.
5. Дьяконов В. М. Поиски, встречи, находки. – Казань : Татарское книжное издательство, 1977. – 112 с.
6. Дьяконов В. М. Моя жизнь и музей. Сорок лет участия в музейном строительстве / сост. С. В. Морозова. – Казань : Kazan-Казань, 2006. – 504 с.